# Port Orange
Port Orange es una ciudad ubicada en el condado de Volusia en el estado estadounidense de Florida. En el Censo de 2010 tenía una población de 56.048 habitantes y una densidad poblacional de 754,17 personas por km².

## Geografía
Port Orange se encuentra ubicada en las coordenadas 29°6′49″N 81°0′48″O / 29.11361, -81.01333. Según la Oficina del Censo de los Estados Unidos, Port Orange tiene una superficie total de 74.32 km², de la cual 69.05 km² corresponden a tierra firme y (7.09%) 5.27 km² es agua.

## Demografía
Según el censo de 2010, había 56.048 personas residiendo en Port Orange. La densidad de población era de 754,17 hab./km². De los 56.048 habitantes, Port Orange estaba compuesto por el 91.31% blancos, el 3.31% eran afroamericanos, el 0.3% eran amerindios, el 2.25% eran asiáticos, el 0.04% eran isleños del Pacífico, el 0.98% eran de otras razas y el 1.81% pertenecían a dos o más razas. Del total de la población el 4.52% eran hispanos o latinos de cualquier raza.